# Archiulus aurozonatus
Archiulus aurozonatus är en mångfotingart som först beskrevs av Berlese 1886.  Archiulus aurozonatus ingår i släktet Archiulus och familjen kejsardubbelfotingar. Inga underarter finns listade i Catalogue of Life.